# Liste des astéroïdes troyens de Jupiter
Voici une liste d'astéroïdes troyens de Jupiter numérotés, certains sont nommés et d'autres non.

## Listes
Au 23 mai 2019, le MPC recense 4603 troyens au point de Lagrange L4 (camp grec) et 2476 au point de Lagrange L5 (camp troyen).

### Astéroïdes du camp grec
- Liste des astéroïdes troyens joviens du camp grec (1–100000)
- Liste des astéroïdes troyens joviens du camp grec (100001–200000)
- Liste des astéroïdes troyens joviens du camp grec (200001–300000)
- Liste des astéroïdes troyens joviens du camp grec (300001–400000)
- Liste des astéroïdes troyens joviens du camp grec (400001–500000)
- Liste des astéroïdes troyens joviens du camp grec (500001–600000)
- Liste des astéroïdes troyens joviens du camp grec (600001–700000)

### Astéroïdes du camp troyen
- Liste des astéroïdes troyens joviens du camp troyen (1–100000)
- Liste des astéroïdes troyens joviens du camp troyen (100001–200000)
- Liste des astéroïdes troyens joviens du camp troyen (200001–300000)
- Liste des astéroïdes troyens joviens du camp troyen (300001–400000)
- Liste des astéroïdes troyens joviens du camp troyen (400001–500000)
- Liste des astéroïdes troyens joviens du camp troyen (500001–600000)
- Liste des astéroïdes troyens joviens du camp troyen (600001–700000)